# SDSS J065133.338+284423.37
SDSS J065133.338+284423.37とは、地球から約3000光年離れた位置にある白色矮星同士の連星である。名称が長いので、J0651と略される。
J0651は、白色矮星同士が互いの重心をわずか12分45秒で公転している連星である。このため、一般相対性理論で予測される重力波の放出によって、公転軌道が縮み、公転周期が短くなるはずである。J0651の場合、理論上は1年ごとに0.25ミリ秒ずつ短くなる。
J0651は、地球から見ると、6分ごとに食を起こす。この食のタイミングは、極めて正確なタイミングで起こるため、精密な測定が可能である。テキサス大学オースティン校の研究チームは、マクドナルド天文台で2011年からJ0651の食を観測し、2011年4月4日と、ほぼ1年後の2012年4月19日の食のタイミングを比較すると、6.1秒も短いタイミングで起こっていることがわかった。また、公転周期の減少が、理論とほぼ同じ0.25ミリ秒だけ短くなる事もわかった。このまま行けば、2013年には2011年と比べて20秒も食のタイミングが縮まると見られている。
J0651は、それぞれ太陽質量の0.5倍と0.25倍の質量を持つと見られる。